# Homem do chapéu de ferro
O homem do chapéu de ferro é um ser mítico do folclore português. O homem do chapéu de ferro é um ser maléfico das lendas do Algarve.
"Aparece logo que dá meia-noite e o galo canta, à beira das estradas, por baixo das oliveiras, das figueiras ou junto às fontes. Vagueia até à terça noite umas vezes acompanhado d'um porco preto que grunhe de momento a momento, outras d'um grande veado cuja armadura toca o zimbório das torres ou ainda d'um galo negro como a noite de trovões. Todos estes animais que acompanham o homem do chapéu de ferro, cada um na noite que lhe foi destinada, são o Diabo que toma diversas figuras. Esta entidade mítica tem o poder de afrontar a tempestade, de fazer parar o raio e de arrasar o mundo, caso o galo, o porco ou o veado o inquietem. Também, para se vingar dos homens que odeia, assalta-os, rouba-os e mata-os. Depois tudo é fumo e labaredas que saem da terra como vulcões. Traz um enorme chapéu de ferro enterrado na cabeça. E' uma figura colossal, tem a boca rasgada como a d'um monstro, deitando chamas quando se enche de raiva, e a sua cor é a do bronze. Todavia foge quando avista a velha da égua branca."